# أ. ليون هيغينبوثمان جونيور
أ. ليون هيغينبوثمان جونيور (بالإنجليزية: A. Leon Higginbotham, Jr.)‏ هو قاضي وكاتب ومحامي أمريكي، ولد في 25 فبراير 1928 في إيوينغ ‏ في الولايات المتحدة، وتوفي في 14 ديسمبر 1998 في بوسطن في الولايات المتحدة.

## وصلات خارجية
- أ. ليون هيغينبوثمان جونيور على موقع إن إن دي بي (الإنجليزية)